# 빌리 홀리데이
빌리 홀리데이(영어: Billie Holiday, 1915년 4월 7일~1959년 7월 17일)는 미국의 가수이자 작곡가이다.
음악적 동료인 레스터 영이 지어준 'Lady Day'라는 별명을 갖고있으며, 재즈역사에서 가장 영향력있는 보컬로 평가받는다. 억양과 템포를 조절하는 새로운 보컬 형식을 창조하였으며, 무엇보다 자신의 현실을 노래에 이입하여 진심어린 감정을 표현하였다. 이에 대해 평론가 존 부시는 "미국의 팝 보컬의 예술을 영원히 바꿔놓았다" 라고 평하였다.

## 앨범
- 1956년 - 1집 Songs for Distingue Lovers
- 1991년 - The Essence Of Billie Holiday
- 1993년 - 16 Most Requested Songs
- 1994년 - Verve Jazz Masters 12
- 1994년 - Jazz-History : Don't Explain
- 1995년 - Billie Holiday's Greatest
- 1995년 - Jazz Masters 47
- 1996년 - 2집 Love Songs
- 1998년 - The Quintessential Billie Holliday Vol.I, II & III
- 2000년 - Strange Fruit
- 2001년 - Lady Day
- 2001년 - Gloomy Sunday
- 2002년 - 3집 Lady In Satin
- 2002년 - Lady Day Swings!
- 2002년 - Fine And Mellow (Prestige Vintage Jazz Greatest Series)
- 2002년 - Blue Billie
- 2003년 - The Billie Holiday Collection, Vol.1
- 2003년 - Love Songs 2
- 2003년 - The Billie Holiday Collection, Vol.2
- 2005년 - Billy Remembers Billie
- 2004년 - Lady In Satin 'Remastered'
- 2006년 - Stay With Me 'Remaster'
- 2006년 - International Jazz All Stars Vol.11
- 2006년 - 4집 Fine And Mellow
- 2006년 - 5집 Love For Sale

## 같이 보기
- 로큰롤 명예의 전당 헌액자 목록